# Offentlige rum
Det offentlige rum er et fysisk område, som alle har adgang til som pladser, offentlig transport og gågader.